# Ga Myeong-dong
Ga Myeong-dong (Tiếng Hàn: 명동역, Hanja: 明洞驛) là ga tàu điện ngầm trên Tàu điện ngầm vùng thủ đô Seoul tuyến 4 nằm ở Chungmu-ro 2-ga, Jung-gu, Seoul.

## Lịch sử
- 13 tháng 9 năm 1983: Tên ga được quyết định là Ga Myeongdong[2]
- 18 tháng 10 năm 1985: Bắt đầu kinh doanh với việc khai trương Tuyến tàu điện ngầm Seoul số 4 đoạn Đại học Hansung ~ Sadang[3]
- 1 tháng 8 năm 2007: Lắp đặt cửa chắn sân ga
- 1 tháng 8 năm 2016: Đổi tên nhà ga thành Ga Myeong-dong (Đại học Nghệ thuật Jeonghwa) (tên tạm thời)
- 1 tháng 9 năm 2022: Đổi tên ga thành Ga Myeong-dong (Thị trấn tài chính Woori)[4]

## Bố trí ga
| Chungmuro ↑ |
| S/B N/B \|  |
| ↓ Hoehyeon  |

| Hướng Bắc | ● Tuyến 4 | ← Hướng đi Dongdaemun · Chang-dong · Nowon · Jinjeop     |
| Hướng Nam | ● Tuyến 4 | → Hướng đi Hoehyeon · Ichon · Geumjeong · Ansan · Oido → |

## Xung quanh nhà ga
- Truyền hình Hòa bình Công giáo (CPBC)
- Trường tiểu học Namsan Seoul
- Văn phòng Hội Chữ thập đỏ Hàn Quốc tại Seoul
- Trường tiểu học Lira
- Trường trung học nghệ thuật Lira
- Myeong-dong
- Myeongdong Migliore
- Nhà thờ Myeongdong
- Viện phát triển Seoul
- Cơ sở Namsan của Viện Nghệ thuật Seoul (Trung tâm Kịch nghệ)
- Bưu điện trung tâm Seoul
- Đại học nữ sinh Soongui
- Trụ sở chính về thảm họa và cháy nổ ở Seoul
- Đại sứ quán Trung Quốc tại Hàn Quốc
- Đại sứ quán Costa Rica tại Hàn Quốc
- Đại sứ quán Peru tại Hàn Quốc
- Đại sứ quán Chile tại Hàn Quốc
- Đại sứ quán Senegal tại Hàn Quốc
- Đại sứ quán Uruguay tại Hàn Quốc
- CGV ga Myeongdong
- CGV Myeongdong 5
- Đại học nghệ thuật Jeonghwa
- Sở cảnh sát trung tâm Seoul
- Tổng công ty Điện lực Hàn Quốc Trụ sở xây dựng Gyeongin
- Đại học Inje Bệnh viện Seoul Paik
- Hoehyeon-dong
- Lotte Young Plaza
- Cáp treo Namsan
- Đường hầm Namsan 1
- Giao lộ Hoehyeon
- Ngân hàng Shinhan Chi nhánh ga Myeongdong
- Hướng đi Chungmuro
- N Seoul Tower